# 李祉
李祉（1831年—？），字既菴、一字介石，号錫之，内务府正白旗汉军人。清朝官员，进士出身。

## 生平
咸丰五年（1855）乙卯举人，庚申进士。后任翰林院编修，武英殿协修，官至通政使司参议。同治三年，任顺天乡试同考官。
家族一门在清代共出十二位文科进士。“汉军李锡之通参祉家亦悬一（御赐）匾曰：‘祖孙父子兄弟叔侄翰林’，足与（德保 (清朝)家族）并美”（载继昌 (光绪进士)《行素齋雜記》）。

## 家族
- 太高祖李光祖，官福建知府。
- 高祖李士通（又李元通？），乾隆辛未进士，官安徽知县。
- 曾祖李法，乾隆庚寅举人，官监察御史。
- 从堂叔祖李淇，咸丰癸丑进士，官知县；
- 胞伯祖李恩绥，嘉庆辛未进士，翰林院编修；
- 胞叔祖李恩慶，道光癸巳进士，官两淮盐运使。
- 胞叔祖李恩廣（又李恩紀），内务府营造司郎中、内务府正白旗护军统领。其孙女李氏，原配嫁正蓝旗汉军、光緒二年（1876）丙子恩科進士胡俊章。
- 嫡堂叔祖李恩继，道光丙戌进士，官陕西兵备道；
- 嫡堂叔祖李恩霖（道光进士），道光癸巳进士，官山东知县；
- 祖父李恩绎，嘉庆戊辰进士，官布政使；
- 嫡堂叔李希彬，道光辛丑进士，官河南知府；妻鄭淑（字荇洲，号琴亭女史），豐潤人，著有《琴亭女史残稿》（载史夢蘭，《永平詩存》第二十四卷）。
- 从堂伯李祝齡，道光庚子进士，官知州；
- 父亲李希曾，道光壬午进士，官知府、盐法道。
- 母亲蒋氏，嘉庆乙丑进士蒋策之女；[2]胞姊蒋氏嫁嘉庆癸酉举人、贵州知府张锳为继妻，是同治癸亥探花、体仁阁大学士、文襄公張之洞的繼母。
- 胞兄弟：
  - 李祜，道光庚子进士，官四川知府。
  - 李祁。其女李佳氏，嫁镶蓝旗宗室毓鏜（父宗室溥徵，祖父奉恩輔國公載岱，先祖已革奉恩輔國公弘晀即允礽第七子）。
  - 李祝。其女李氏，嫁鑲藍旗蒙古扎鲁特氏敬勝（生父奎榮，养父奎聯，胞叔道光二十五年（1845年）乙巳恩科进士奎章，祖父瑞珊，祖伯父道光丙戌科進士瑞麟（道光進士））。
- 嫡妻张佳氏（父内务府正白旗汉军、内务府御茶膳房尚茶正禄常，胞叔圆明园苑氶伊昌阿（又伊常阿）；胞叔甘肃哈密厅通判寿昌，其女张氏嫁内务府正黄旗汉军、咸丰二年壬子（1852）顺天乡试举人邱氏裕勳（父嘉慶十九年（1814年）甲戌科进士雲麟））。继妻侯佳氏（父内務府鑲黃旗漢軍克謙，祖父輅敏；胞侄光緒十二年（1886年）丙戌科进士連捷；胞姊侯佳氏，继配嫁內務府正黃旗滿洲、同治四年(1865)乙丑科三甲進士托羅氏忠斌）。
- 子李秉鈞，李和鈞，李金鈞。